# Анна Померанська (1531–1592)
Анна Померанська (нім. Anna von Pommern), (нар. 5 лютого 1531 — пом. 13 жовтня 1592) — померанська принцеса з династії Грифичів, донька герцога Померанії, Щецину та Вольгасту Барніма IX Благочестивого та принцеси Брауншвейг-Люнебурзької Анни, дружина князя Ангальт-Цербсту та Ангальт-Пльоцкау Карла I, після його смерті — бургграфа Майсену Генріха VII, згодом — графа Барбі Йоста II.

## Біографія
Народилась 5 лютого 1531 року. Була донькою герцога Померанії Барніма IX Благочестивого та його дружини Анни Брауншвейг-Люнебурзької. Мала сестер Александру, Марію, Доротею та Сибіллу. 
Батько з наступного року почав керувати Щецинським князівством, де ввів лютеранство. Полюбляв мистецтво, запрошував до двору художників, колекціонував предмети мистецтва.
У віці 26 років Анна стала дружиною 22-річного князя Ангальт-Цербсту та Ангальт-Пльоцкау Карла I. Наречений правив землями разом із двома молодшими братами. Весілля пройшло у Цербсті 16 травня 1557. Дітей у подружжя не було. Цербстський замок складався з кількох окремих резиденцій, оточених загальним фортечним муром. У травні 1561 року Карл пішов з життя.

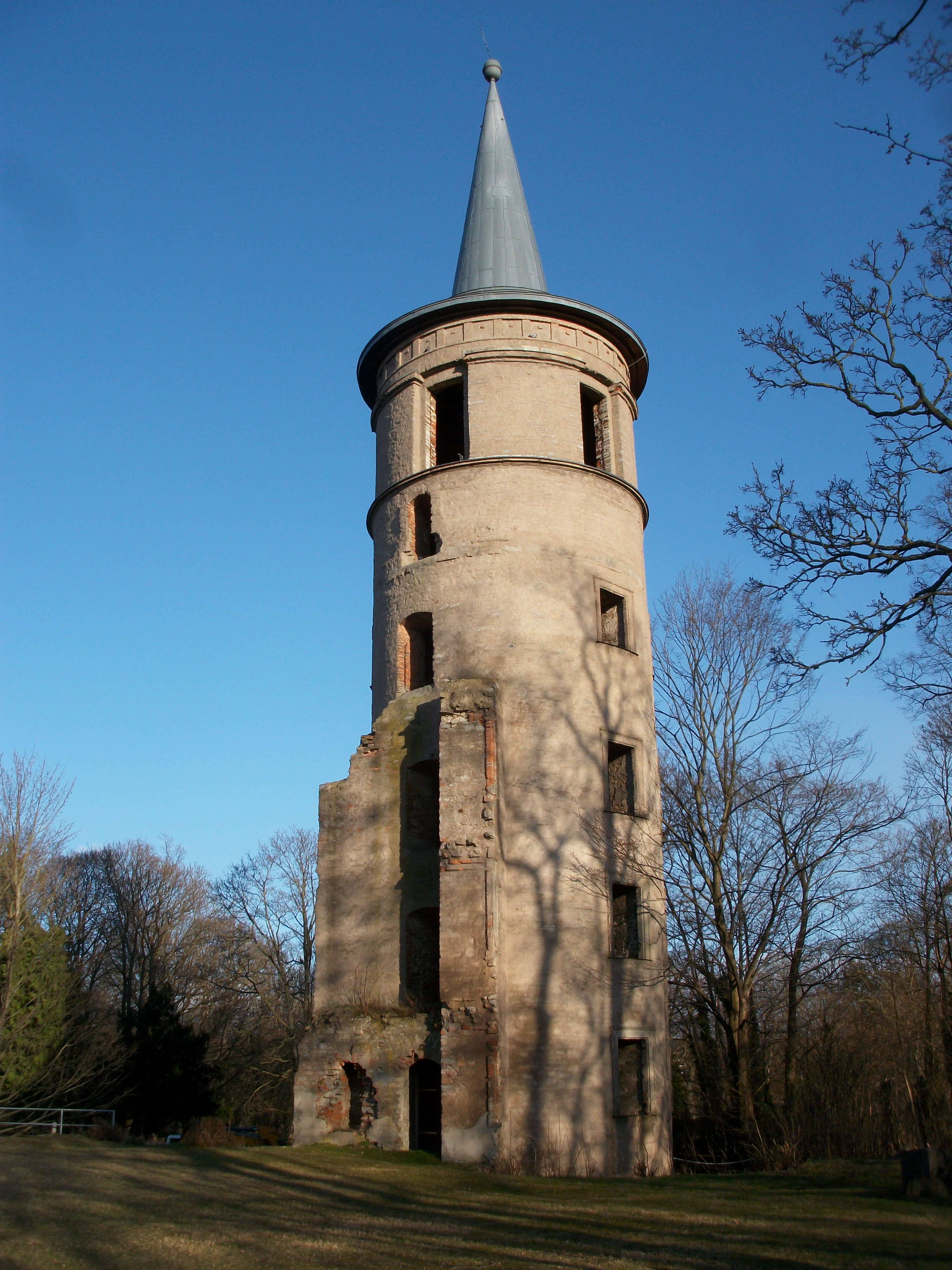
Башта замку Шляйц

У віці 35 років Анна взяла другий шлюб із 29-річним бургграфом Майсену, фогтом фон Плауену Генріхом VII. Весілля пройшло 25 серпня 1566 у Щецині. Наречений був удівцем. Дітей у подружжя не з'явилося. Через постійну нестачу грошей Генріх заставив Лобенштайн, так і не змігши викупити його знову. Він помер у злиднях у січні 1572 року. Протягом майже двадцяти наступних років шла боротьба за володіння Шляйцом, Бургком і Заальбургом між Анною та домом Ройссів. Дані території відійшли їй як удовина доля з підтвердженням імператора. Тільки у 1590 році суперечка була завершена мировою угодою, за якою Анна поступилася володінням Шляйц геррам Ройсс за готівку у розмірі 42 250 гульденів.
У віці 45 років Анна взяла третій шлюб із 32-річним графом Барбі Йостом II. Вінчання відбулося 23 вересня 1576 у замку Шляйц. Даний союз також залишився бездітним.
Анна пішла з життя 13 жовтня 1592 року у Грос-Розенбурзі. Була похована у церкві Святого Йоганна в Барбі. Її удівець узяв другий шлюб із Софією Шварцбург-Рудольштадтською.